# Analila
Analila is een plaats en commune in het noorden van Madagaskar, behorend tot het district Bealanana, dat gelegen is in de regio Sofia. Tijdens een volkstelling in 2001 telde de plaats 15.625 inwoners.
De plaats biedt enkel lager onderwijs aan. 99 % van de bevolking werkt als landbouwer. Het belangrijkste landbouwproduct is rijst; andere belangrijke producten zijn suikerriet, bonen, mais en maniok. Verder is 1% actief in de dienstensector.